# Bernhard Latomus
Bernhard Latomus (Wismar, 1560 — Parchim, Agosto de 1613) foi historiador, pedagogo, publicista e reitor da escola de gramática de Nova Brandenburgo.  Em 22 de março de 1613 foi nomeado reitor da escola municipal de Parchim. [E conhecido como um dos primeiros historiadores de Mecklemburgo. Em 14 de março de 1594 recebeu seu diploma de Mestre em Artes pela Faculdade de Filosofia da Universidade de Rostock

## Publicações
- Oratio brevis de luminarium coelestium obscurationibus et deliquiis, quas eclipses dicimus, et speciatim de illâ, quae 4. die aprilis anno Christi 1595 in lunà contigit ... - 4 de abril 1595
- Honoribus Humanissimi doctissimi viri, Dn. Balthasari Masquedelii Lunaeburgensis summo Philosophiae titulo ... gratulantur amici : Glückwunschgedichte für Balthasar Masquedelius aus Lüneburg zur Magister-Promotion, Rostock, 1591
- „De numeris bene supputandis“
- „Grammatica latina“
- „Genealochronicon Mecklenburgicum“
- „Chronicon Episcoporum Suerinensium“
- „Chronologia mundi“
- „Origines Plessiacae Megapolitanae collectæ“, 1611
- „Alcaeus“, Rostock, 1608